# Lenda Dourada

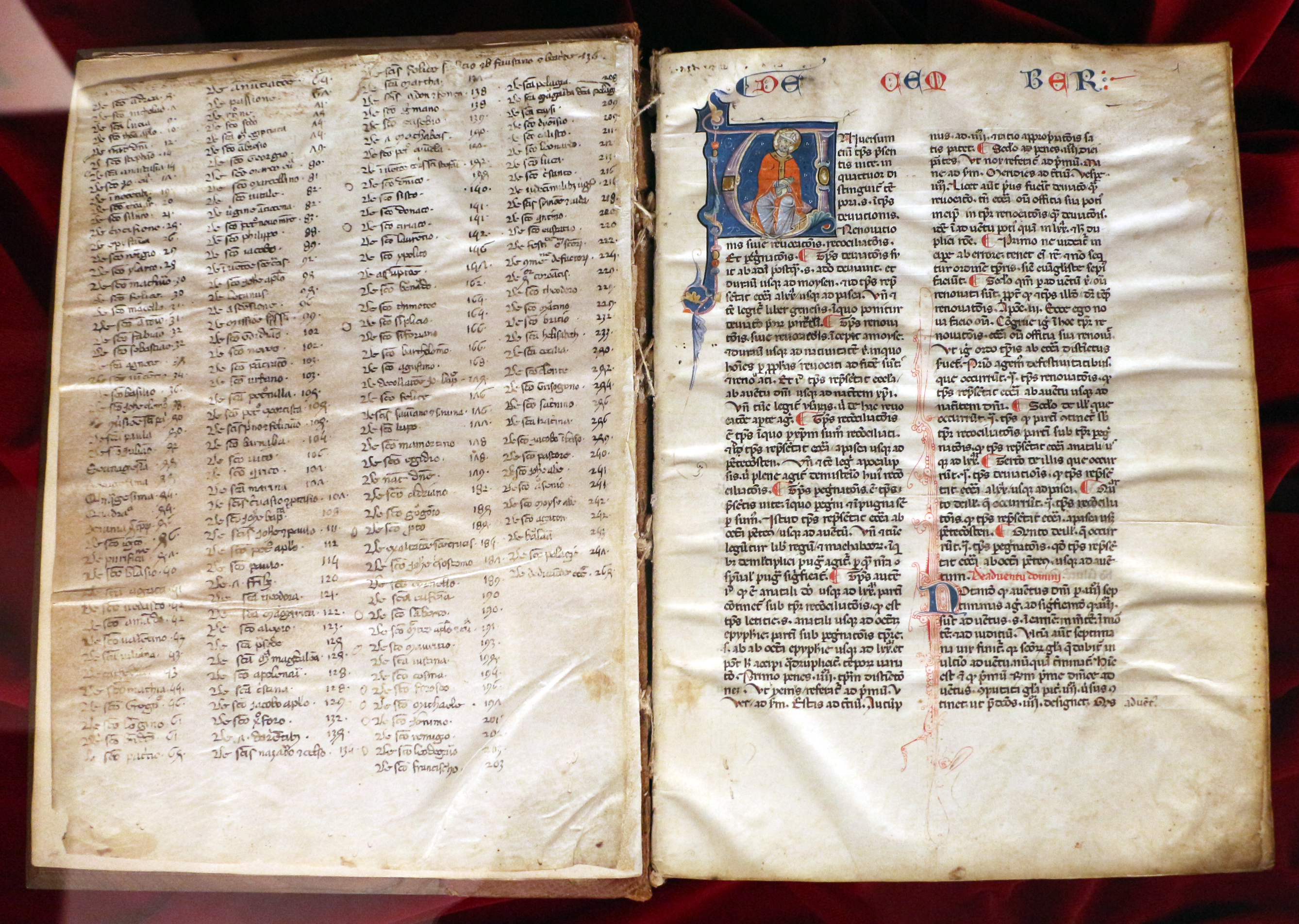
Legenda Aurea, 1290 circa, Biblioteca Medicea Laurenziana, Florence

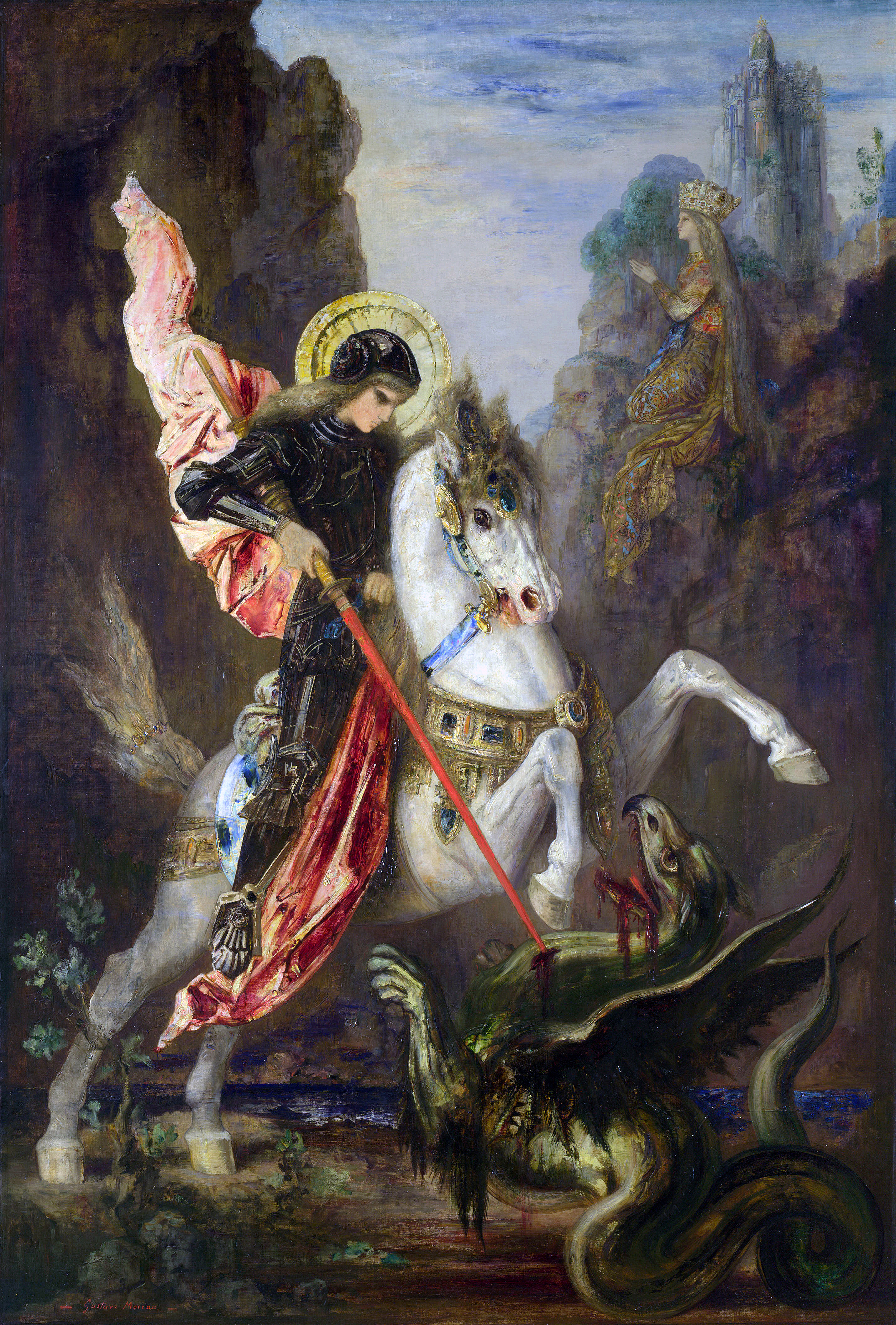
A história de São Jorge e o dragão é uma das muitas histórias sobre santos preservadas na Lenda Dourada

A Lenda Dourada ou Legenda Áurea (em latim: Legenda aurea ou Legenda sanctorum) é uma coletânea de narrativas hagiográficas, escritas como exemplum, reunidas por volta de 1260 pelo dominicano e futuro bispo de Gênova Tiago de Voragine e que se tornou um sucesso durante a Idade Média.

## Um sucesso medieval

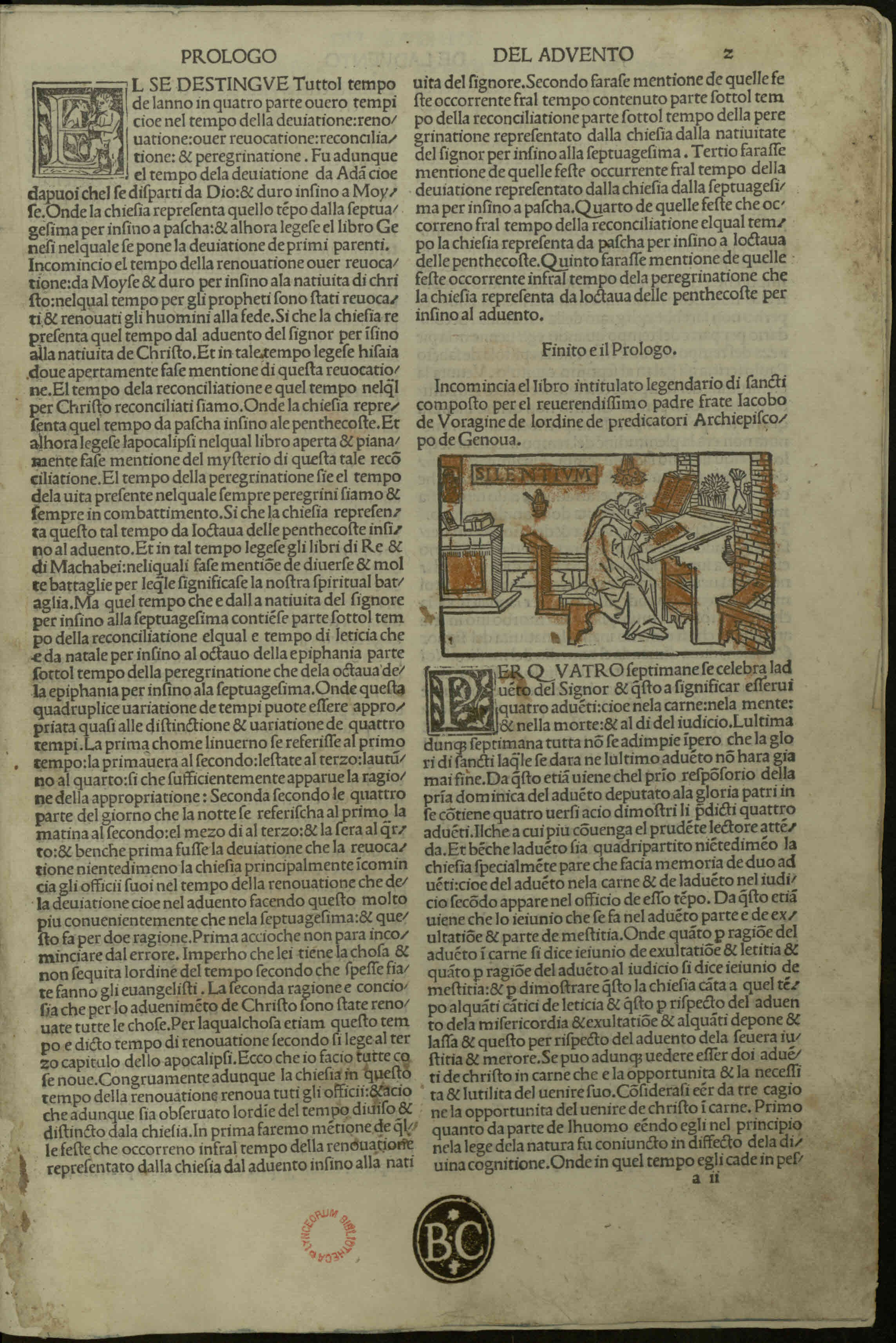
Legenda Aurea, 1499.

O objetivo primeiro de Jacopo era fornecer material para que seus colegas fizessem suas pregações. Inicialmente intitulada Legenda sanctorum ("Leituras sobre Santos"), ela ganhou sua popularidade sob o título que hoje é mais conhecida e acabaria por se sobrepor e eclipsar as compilações anteriores de legendaria editadas, a Abbreviatio in gestis et miraculis sanctorum — atribuída a Jean de Mailly — e a Epilogus in gestis sanctorum, do pregador dominicano Bartolomeu de Trento. Entre oitocentas  e 1100 cópias do manuscrito sobreviveram. Entre os incunábulos, impressos antes de 1500, há mais edições da Legenda do que da Bíblia. Ela foi traduzida para o catalão no final do século XIII, para o alemão em 1282, para o francês por volta de 1340, para o provençal na primeira metade do século XIV, para o holandês em 1358 e para o tcheco em torno de 1360. Quando a impressão foi inventada na década de 1450, edições apareceram rapidamente, não apenas em latim (a primeira em 1470), mas também em todas as línguas europeias mais faladas. Inclusive, Legenda Áurea foi o primeiro livro impresso em francês, em 1476, na tradução feita por Jean de Vignay mais de um século antes. Durante os séculos XIV e XV, copistas e editores adicionaram capítulos à obra, chegando até 448, na edição inglesa de William Claxton, de 1483, frente aos 175 comprovadamente escritos por Jacopo.

## Etimologias imaginativas
O livro buscou compilar o folclore tradicional sobre os santos venerados na época de sua compilação. Jacopo de Voragine tipicamente começa com uma (frequentemente imaginativa) etimologia para o nome do santo. Um exemplo, mostra o método:
| “ | Silvestre diz-se de sile ou sol, que é luz, e de terra, a Terra, como o que diz a luz da Terra, ou seja, da Igreja. Ou Silvestre diz-se de silvas e de trahens, que é como dizer que ele estava atraindo homens selvagens e duros para fé. Ou, como se diz in glossario, Silvestre é como dizer verde, em sagacidade, verde em contemplação das coisas celestiais, um trabalhador a melhorar a si mesmo; ele era carregado ou sombrio. Ou seja, ele era frio e reservado frente a toda a concupiscência da carne, cheia de ramos entre as árvores do céu. | ” |
|   | — Jacopo de Voragine, Legenda Áurea. |   |

Como um autor latino, Jacopo deveria saber que Silvestre, um nome relativamente comum, significava apenas "da floresta". A derivação correta é aludida no texto, mas colocada em paralelo com outras imaginárias que lexicógrafos considerariam completamente irreais. Mesmo as explicações "corretas" (silvas, "floresta" e a menção aos ramos das árvores) são utilizadas como base para uma interpretação alegórica. As interpretações dele tinham objetivos diferentes das modernas etimologias e não devem, por isso, ser julgadas sob os mesmos critérios. É possível encontrar outros exemplos similares na obra de Isidoro de Sevilha, Etymologiae, na qual derivações linguisticamente acuradas também são postas lado-a-lado com explicações alegóricas e figurativas.

## Vidas dos santos

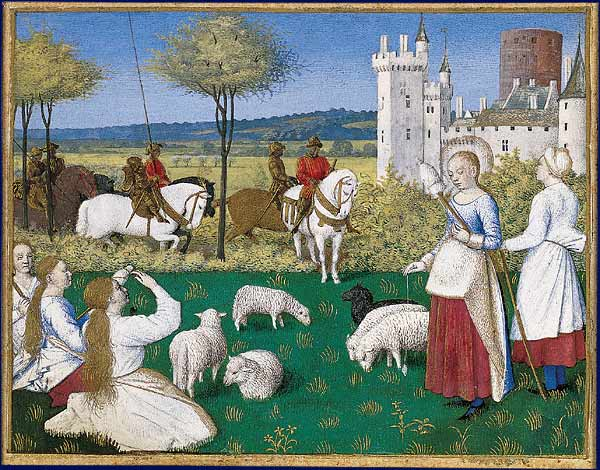
Santa Margarida atrai a atenção de um prefeito romano Por Jean Fouquet, de um manuscrito iluminado

Terminada a etimologia, Jacopo se ocupa em contar a vida do santo, compilada com referência às leituras da liturgia da Igreja Católica comemorando aquele santo. Ele então "embeleza" a biografia com fábulas sobrenaturais de incidentes que envolveram a vida do santo biografado.

## Contos milagrosos sobre relíquias
Muitas das histórias também terminam com contos milagrosos de relatos de pessoas que teriam invocado o nome do santo para ajudá-los ou utilizado as relíquias do santo. Uma delas é contada sobre Santa Ágata. Jacopo coloca os pagãos da Catânia reparando as relíquias da santa para tentar repelir sobrenaturalmente uma erupção vulcânica do Monte Etna:
| “ | E para provar que ela tinha rezado pela salvação do país, no início de fevereiro, no ano seguinte ao seu martírio, apareceu um grande fogo que veio montanha abaixo em direção à cidade de Catânia e a queimou com pedras e terra fervente. Então os pagãos correram à sepultura de Santa Ágata e pegaram o tecido que estava sob sua tumba e o seguraram contra o fogo e no nono dia depois, dia de sua festa, o fogo cessou assim que entrou em contato com o tecido que eles trouxeram de sua tumba, mostrando que o nosso Senhor preservou a cidade do dito fogo pelos méritos de Santa Ágata. | ” |
|   | — Jacopo de Voragine, Legenda Áurea. |   |

## Colapso noséculo XVI
A reação contra a Legenda Áurea foi liderada por estudiosos que reexaminaram os critérios para avaliar fontes hagiográficas e que perceberam que a Legenda era muito falha. Proeminente entre estas humanistas eram dois discípulos de Erasmo de Roterdã, Georg Witzel, no prefácio do seu Hagiológio (em latim: Hagiologium, e Juan Luis Vives, em De disciplinis. A crítica entre os membros da ordem dominicana de Jacopo eram caladas pela reverência dispensada ao arcebispo, que culminou em sua canonização em 1815. A reabilitação da Legenda Áurea no século XX, agora interpretada como um espelho das sinceras devoções do século XIII, pode ser atribuída à Téodor de Wyzewa, cuja retradução para o francês, e seu prefácio, tem sido frequentemente reeditados.

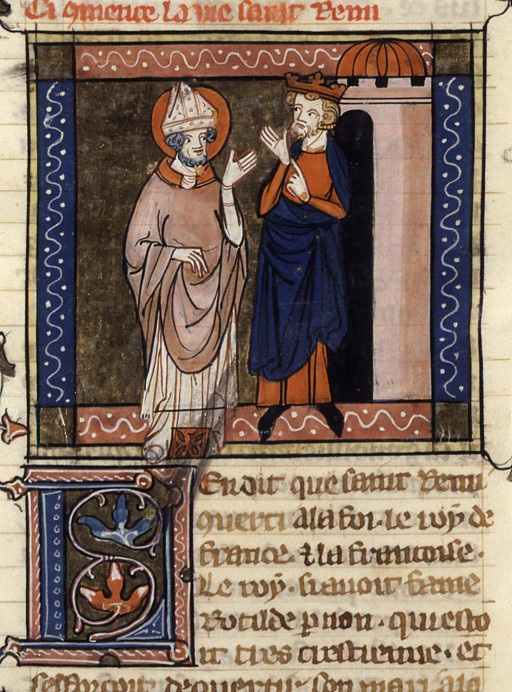
Edição do século XIV da Legenda Áurea mostrando São Remígio e